# Onthophagus nampatensis
Onthophagus nampatensis é uma espécie de inseto do género Onthophagus, família Scarabaeidae, ordem Coleoptera.

## História
Foi descrita cientificamente por Tarasov & Kabakov em 2010.